# Giancarlo Parretti
Giancarlo Parretti (né le 23 octobre 1941 à Orvieto, dans la province de Terni en Ombrie) est un homme d'affaires italien à la réputation controversée, connu pour la tentative de rachat avortée de la société de production américaine Metro-Goldwyn-Mayer en 1990. Il est surnommé « l'oracle d'Orvieto ».

## Biographie
Giancarlo Parretti travaille d'abord comme serveur de restaurant.
Installé en Sicile dans les années 1970, il se lie au dirigeant démocrate chrétien Graziano Verzotto grâce à qui il crée avec des aides régionales la chaîne Tourhotel sur la côte syracusaine (Park Hotel, Villa Politi et Eloro) et investit dans l'immobilier en France, en Espagne et au Liban. Il entre également au capital du Siracusa Calcio dont Verzotto est le président et que lui même dirige après l'exil de Verzotto. 
Il est également proche de Florio Fiorini, directeur financier de l'ENI ainsi que des frères Gianni et Cesare De Michelis (it) avec lesquels il fonde une chaîne de quotidiens régionaux, I Diari. 
Il est incarcéré vingt-six jours en 1981 pour fraude dans le bilan de l'équipe de football de Syracuse et brièvement en 1982 puis 1986 pour malversations financières. 
En 1983, il crée la holding luxembourgeoise Interpart. Grâce à sa proximité avec les socialistes, il devient l'actionnaire de référence du Matin de Paris qui n'évite pas le dépôt de bilan. 
En 1989, Giancarlo Parretti rachète Cannon Group à Menahem Golan et Yoram Globus pour 200 millions de dollars et, associé à l'homme d'affaires français à la réputation controversée Max Théret, achète Pathé pour 2 milliards de francs mais l'opération est bloquée en juin 1990 par Pierre Bérégovoy en raison de ses doutes sur l'origine de l'argent.
Bien que condamné en Italie à 46 mois de prison pour banqueroute frauduleuse, Parretti obtient un prêt de plus d'un milliard de dollars d'une filiale néerlandaise du Crédit lyonnais, Crédit Lyonnais Bank Nederland. Le 1er novembre 1990, Cannon, renommé Pathé Communications Corporation (PCC) rachète pour 1,2 milliard de dollars MGM/UA à Kirk Kerkorian grâce à un autre prêt de 650 millions de dollars de Time Warner (en échange des droits de distribution des films du studio sur cassette vidéo ou DVD). Il place sa fille à la direction financière, place Alan Ladd Jr. à la tête de la production, et fait venir de vrais lions à ses conférences de presse. Via ses liens avec Samuel Doe, il a invité le gouvernement du Libéria à investir dans le rachat de MGM, mais la mort du président libérien fit échoué cette initiative.
Au début des années 1990, il est interviewé par le journaliste Peter Bart pour Vanity Fair et questionné sur l'organisation du leadership de Paramount avec Alan Ladd Jr., ce à quoi il répond : « Laddie make-a the deals, I fuck-a the girls » (« Ladd signe les contrats, je baise les filles »).
Un an après son acquisition de MGM, le Crédit lyonnais annule son prêt, ce qui précipite sa faillite. La banque obtient  Dès 1991, le FBI et la SEC s'intéressent à l'acquisition de MGM/UA. En décembre 1991, il est arrêté par la Guardia di Finanza alors qu'il tente de fuir vers la Tunisie, et accusé d'association de malfaiteurs, fraudes fiscales, faux en écritures comptables obligatoires, fraude sur la TVA portant sur d'importants transferts non déclarés. En France, en 1999, Parretti est condamné à quatre ans de prison pour escroquerie et à une amende d'un million de francs.
En 2018, sa femme se porte acquéreuse d'un ancien hôpital Piazza del Duomo (Milan) pour le transformer en hôtel de luxe, mais sa candidature n'est pas retenue par la ville.